# Abzal Beýsebekov
Abzal Talgatwlı Beýsebekov (in kazako Абзал Талгатулы Бейсебеков?; 30 novembre 1992) è un calciatore kazako, difensore dell'Astana.

## Carriera

### Club
Ha giocato nella prima divisione kazaka.

### Nazionale
Ha giocato nelle nazionali giovanili kazake Under-19 ed Under-21.
Debutta con la nazionale kazaka il 13 ottobre 2014 nella partita, valida per la qualificazione agli Europei 2016, persa con il risultato di 4-2 contro la Repubblica Ceca.

## Statistiche

### Cronologia presenze e reti in nazionale
| Cronologia completa delle presenze e delle reti in nazionale ― Kazakistan | Cronologia completa delle presenze e delle reti in nazionale ― Kazakistan | Cronologia completa delle presenze e delle reti in nazionale ― Kazakistan | Cronologia completa delle presenze e delle reti in nazionale ― Kazakistan | Cronologia completa delle presenze e delle reti in nazionale ― Kazakistan | Cronologia completa delle presenze e delle reti in nazionale ― Kazakistan | Cronologia completa delle presenze e delle reti in nazionale ― Kazakistan | Cronologia completa delle presenze e delle reti in nazionale ― Kazakistan |
| Data                                                                      | Città                                                                     | In casa                                                                   | Risultato                                                                 | Ospiti                                                                    | Competizione                                                              | Reti                                                                      | Note                                                                      |
| ------------------------------------------------------------------------- | ------------------------------------------------------------------------- | ------------------------------------------------------------------------- | ------------------------------------------------------------------------- | ------------------------------------------------------------------------- | ------------------------------------------------------------------------- | ------------------------------------------------------------------------- | ------------------------------------------------------------------------- |
| 13-10-2014                                                                | Astana                                                                    | Kazakistan                                                                | 2 – 4                                                                     | Rep. Ceca                                                                 | Qual. Euro 2016                                                           | -                                                                         | 83’                                                                       |
| 31-3-2015                                                                 | Mosca                                                                     | Russia                                                                    | 0 – 0                                                                     | Kazakistan                                                                | Amichevole                                                                | -                                                                         | 86’                                                                       |
| 12-5-2015                                                                 | Almaty                                                                    | Kazakistan                                                                | 0 – 0                                                                     | Burkina Faso                                                              | Amichevole                                                                | -                                                                         | 82’                                                                       |
| 16-6-2015                                                                 | Almaty                                                                    | Kazakistan                                                                | 0 – 1                                                                     | Turchia                                                                   | Qual. Euro 2016                                                           | -                                                                         | 67’                                                                       |
| 29-3-2016                                                                 | Tbilisi                                                                   | Georgia                                                                   | 1 – 1                                                                     | Kazakistan                                                                | Amichevole                                                                | -                                                                         |                                                                           |
| 4-9-2016                                                                  | Astana                                                                    | Kazakistan                                                                | 2 – 2                                                                     | Polonia                                                                   | Qual. Mondiali 2018                                                       | -                                                                         |                                                                           |
| 8-10-2016                                                                 | Podgorica                                                                 | Montenegro                                                                | 5 – 0                                                                     | Kazakistan                                                                | Qual. Mondiali 2018                                                       | -                                                                         |                                                                           |
| 11-11-2016                                                                | Astana                                                                    | Kazakistan                                                                | 0 – 0                                                                     | Romania                                                                   | Qual. Mondiali 2018                                                       | -                                                                         |                                                                           |
| 22-3-2017                                                                 | Larnaca                                                                   | Cipro                                                                     | 3 – 1                                                                     | Kazakistan                                                                | Amichevole                                                                | -                                                                         |                                                                           |
| 26-3-2017                                                                 | Erevan                                                                    | Armenia                                                                   | 2 – 0                                                                     | Kazakistan                                                                | Qual. Mondiali 2018                                                       | -                                                                         | 18’                                                                       |
| 10-6-2017                                                                 | Almaty                                                                    | Kazakistan                                                                | 1 – 3                                                                     | Danimarca                                                                 | Qual. Mondiali 2018                                                       | -                                                                         | 56’                                                                       |
| 1-9-2017                                                                  | Astana                                                                    | Kazakistan                                                                | 0 – 3                                                                     | Montenegro                                                                | Qual. Mondiali 2018                                                       | -                                                                         |                                                                           |
| 4-9-2017                                                                  | Varsavia                                                                  | Polonia                                                                   | 3 – 0                                                                     | Kazakistan                                                                | Qual. Mondiali 2018                                                       | -                                                                         | 86’                                                                       |
| 5-10-2017                                                                 | Ploiești                                                                  | Romania                                                                   | 3 – 1                                                                     | Kazakistan                                                                | Qual. Mondiali 2018                                                       | -                                                                         |                                                                           |
| 23-3-2018                                                                 | Budapest                                                                  | Ungheria                                                                  | 2 – 3                                                                     | Kazakistan                                                                | Amichevole                                                                | -                                                                         | 55’                                                                       |
| 26-3-2018                                                                 | Felcsút                                                                   | Bulgaria                                                                  | 2 – 1                                                                     | Kazakistan                                                                | Amichevole                                                                | -                                                                         |                                                                           |
| 5-6-2018                                                                  | Astana                                                                    | Kazakistan                                                                | 3 – 0                                                                     | Azerbaigian                                                               | Amichevole                                                                | -                                                                         |                                                                           |
| 6-9-2018                                                                  | Astana                                                                    | Kazakistan                                                                | 0 – 2                                                                     | Georgia                                                                   | UEFA Nations League 2018-2019 - 1º Turno                                  | -                                                                         |                                                                           |
| 10-9-2018                                                                 | Andorra La Vella                                                          | Andorra                                                                   | 1 – 1                                                                     | Kazakistan                                                                | UEFA Nations League 2018-2019 - 1º Turno                                  | -                                                                         |                                                                           |
| 13-10-2018                                                                | Riga                                                                      | Lettonia                                                                  | 1 – 1                                                                     | Kazakistan                                                                | UEFA Nations League 2018-2019 - 1º Turno                                  | -                                                                         | 43’                                                                       |
| 16-10-2018                                                                | Astana                                                                    | Kazakistan                                                                | 4 – 0                                                                     | Andorra                                                                   | UEFA Nations League 2018-2019 - 1º Turno                                  | -                                                                         |                                                                           |
| 15-11-2018                                                                | Astana                                                                    | Kazakistan                                                                | 1 – 1                                                                     | Lettonia                                                                  | UEFA Nations League 2018-2019 - 1º Turno                                  | -                                                                         |                                                                           |
| 10-9-2018                                                                 | Tbilisi                                                                   | Georgia                                                                   | 2 – 1                                                                     | Kazakistan                                                                | UEFA Nations League 2018-2019 - 1º Turno                                  | -                                                                         |                                                                           |
| 24-3-2019                                                                 | Astana                                                                    | Kazakistan                                                                | 0 – 4                                                                     | Russia                                                                    | Qual. Euro 2020                                                           | -                                                                         |                                                                           |
| 8-6-2019                                                                  | Bruxelles                                                                 | Belgio                                                                    | 3 – 0                                                                     | Kazakistan                                                                | Qual. Euro 2020                                                           | -                                                                         | 37’                                                                       |
| 9-9-2019                                                                  | Kaliningrad                                                               | Russia                                                                    | 1 – 0                                                                     | Kazakistan                                                                | Qual. Euro 2020                                                           | -                                                                         |                                                                           |
| 13-10-2019                                                                | Astana                                                                    | Kazakistan                                                                | 0 – 2                                                                     | Belgio                                                                    | Qual. Euro 2020                                                           | -                                                                         | 83’                                                                       |
| 7-9-2020                                                                  | Almaty                                                                    | Kazakistan                                                                | 1 – 2                                                                     | Bielorussia                                                               | UEFA Nations League 2020-2021 - 1º Turno                                  | -                                                                         | 15’                                                                       |
| 11-10-2020                                                                | Almaty                                                                    | Kazakistan                                                                | 0 – 0                                                                     | Albania                                                                   | UEFA Nations League 2020-2021 - 1º Turno                                  | -                                                                         | 45’                                                                       |
| 14-10-2020                                                                | Barysaŭ                                                                   | Bielorussia                                                               | 2 – 0                                                                     | Kazakistan                                                                | UEFA Nations League 2020-2021 - 1º Turno                                  | -                                                                         | 78’                                                                       |
| 11-11-2020                                                                | Podgorica                                                                 | Montenegro                                                                | 0 – 0                                                                     | Kazakistan                                                                | Amichevole                                                                | -                                                                         | 45’                                                                       |
| 15-11-2020                                                                | Scutari                                                                   | Albania                                                                   | 3 – 1                                                                     | Kazakistan                                                                | UEFA Nations League 2020-2021 - 1º Turno                                  | -                                                                         |                                                                           |
| 4-6-2021                                                                  | Skopje                                                                    | Macedonia del Nord                                                        | 4 – 0                                                                     | Kazakistan                                                                | Amichevole                                                                | -                                                                         | 73’                                                                       |
| 9-10-2021                                                                 | Astana                                                                    | Kazakistan                                                                | 0 – 2                                                                     | Bosnia ed Erzegovina                                                      | Qual. Mondiali 2022                                                       | -                                                                         | 78’                                                                       |
| 12-10-2021                                                                | Astana                                                                    | Kazakistan                                                                | 0 – 2                                                                     | Finlandia                                                                 | Qual. Mondiali 2022                                                       | -                                                                         | Cap.                                                                      |
| 24-3-2022                                                                 | Chișinău                                                                  | Moldavia                                                                  | 1 – 2                                                                     | Kazakistan                                                                | UEFA Nations League 2020-2021 - Play-Out                                  | -                                                                         | 84’                                                                       |
| 29-3-2022                                                                 | Astana                                                                    | Kazakistan                                                                | 0 – 1 dts (5 - 4 dtr)                                                     | Moldavia                                                                  | UEFA Nations League 2020-2021 - Play-Out                                  | -                                                                         | 113’                                                                      |
| 23-3-2023                                                                 | Astana                                                                    | Kazakistan                                                                | 1 – 2                                                                     | Slovenia                                                                  | Qual. Euro 2024                                                           | -                                                                         | 79’                                                                       |
| 26-3-2023                                                                 | Astana                                                                    | Kazakistan                                                                | 3 – 2                                                                     | Danimarca                                                                 | Qual. Euro 2024                                                           | -                                                                         | 83’                                                                       |
| 16-6-2023                                                                 | Parma                                                                     | San Marino                                                                | 0 – 3                                                                     | Kazakistan                                                                | Qual. Euro 2024                                                           | -                                                                         | 57’                                                                       |
| 19-6-2023                                                                 | Belfast                                                                   | Irlanda del Nord                                                          | 0 – 1                                                                     | Kazakistan                                                                | Qual. Euro 2024                                                           | -                                                                         |                                                                           |
| 10-9-2023                                                                 | Astana                                                                    | Kazakistan                                                                | 1 – 0                                                                     | Irlanda del Nord                                                          | Qual. Euro 2024                                                           | -                                                                         | 71’                                                                       |
| 14-10-2023                                                                | Copenaghen                                                                | Danimarca                                                                 | 3 – 1                                                                     | Kazakistan                                                                | Qual. Euro 2024                                                           | -                                                                         | Cap. 62’                                                                  |
| 17-10-2023                                                                | Helsinki                                                                  | Finlandia                                                                 | 1 – 2                                                                     | Kazakistan                                                                | Qual. Euro 2024                                                           | -                                                                         | 55’ 90+5’                                                                 |
| 17-11-2023                                                                | Astana                                                                    | Kazakistan                                                                | 3 – 1                                                                     | San Marino                                                                | Qual. Euro 2024                                                           | -                                                                         | cap.                                                                      |
| 20-11-2023                                                                | Lubiana                                                                   | Slovenia                                                                  | 2 – 1                                                                     | Kazakistan                                                                | Qual. Euro 2024                                                           | -                                                                         | Cap. 82’                                                                  |
| 14-3-2024                                                                 | Dubai                                                                     | Turkmenistan                                                              | 0 – 2                                                                     | Kazakistan                                                                | Amichevole                                                                | -                                                                         | Cap. 46’                                                                  |
| 21-3-2024                                                                 | Atene                                                                     | Grecia                                                                    | 5 – 0                                                                     | Kazakistan                                                                | Qual. Euro 2024                                                           | -                                                                         | Cap. 46’                                                                  |
| Totale                                                                    |                                                                           | Presenze                                                                  | 49                                                                        |                                                                           | Reti                                                                      | 0                                                                         |                                                                           |

## Palmarès

### Club

#### Competizioni nazionali
- Coppa del Kazakistan: 2

Astana: 2012, 2016
- Qazаqstan Prem'er Ligasy: 7

Astana: 2014, 2015, 2016, 2017, 2018, 2019, 2022
- Supercoppa del Kazakistan: 5

Astana: 2015, 2018, 2019, 2020, 2023
- Liga Kubogy: 1

Astana: 2024